# Roger Régent
Roger Régent (né Louis Guindon le 3 avril 1904 à Angoulême où il est mort le 18 janvier 1989) est un journaliste français, critique de cinéma.

## Biographie
Collaborateur de Pour vous dès la création du magazine en 1928, Roger Régent a également été l'un des critiques de L'Écran français de 1945 à 1951 et de la Revue des deux Mondes à partir de 1957. Au cours des années 1960, il a animé sur Paris Inter l'émission Cinéma sur les ondes avec Jacqueline Adler.
Il a été membre du jury du Festival de Cannes en 1956.

## Publications
- Miss Lucifer (roman), J. Tallandier, 1931
- Cinéma de France, Éditions de Bellefaye, 1948 ; Éditions d'Aujourd'hui, 1975
- Raimu, Chavane, 1951
- Un maître du cinéma René Clair (avec Georges Charensol), Éditions de la Table ronde, 1952
- Louis Jouvet, Anthologie du cinéma, 1969
- Henri Jeanson en verve (avec Nino Frank), Pierre Horay, 1971
- Cinéma de France sous l'Occupation, Éditions d'Aujourd'hui, 1975
- 50 ans de cinéma avec René Clair (avec Georges Charensol), Éditions de la Table ronde, 1979